# Рактъя
Рактъя (устар. Ракть-Я) — река в Берёзовском районе Ханты-Мансийского автономного округа. Устье реки находится на 9-м км левого берега реки Ляпин, у нежилого села Рахтынья. Длина реки составляет 24 км.

## Данные водного реестра
По данным государственного водного реестра России относится к Нижнеобскому бассейновому округу, водохозяйственный участок реки — Северная Сосьва, речной подбассейн реки — Северная Сосьва. Речной бассейн реки — (Нижняя) Обь от впадения Иртыша.